# The Shining
The Shining (bra: O Iluminado; prt: Shining) é um filme de terror psicológico de 1980 produzido e dirigido por Stanley Kubrick e co-escrito com a romancista Diane Johnson. O filme é baseado no romance homônimo de Stephen King, de 1977, e estrelado por Jack Nicholson, Shelley Duvall, Scatman Crothers e Danny Lloyd.
O personagem central de The Shining é Jack Torrance (Nicholson), um aspirante a escritor e alcoólatra em recuperação, que aceita uma posição como cuidador de entressafra do isolado histórico Overlook Hotel nas Montanhas Rochosas do Colorado. No inverno, Jack está com sua esposa, Wendy Torrance (Duvall) e o jovem filho Danny Torrance (Lloyd). Danny possui habilidades psíquicas que lhe permitem ver o passado horrível do hotel. O cozinheiro do hotel, Dick Hallorann (Crothers), também tem essa capacidade e é capaz de se comunicar com Danny telepaticamente. O hotel tinha um zelador de inverno anterior que enlouqueceu e matou sua família e a si mesmo. Depois que uma tempestade de inverno deixa o Torrances cobertos de neve, a sanidade de Jack se deteriora devido à influência das forças sobrenaturais que habitam o hotel, colocando sua esposa e filho em perigo.
A produção ocorreu quase que exclusivamente nos estúdios da EMI Elstree, com cenários baseados em locais reais. Kubrick costumava trabalhar com uma equipe pequena, o que lhe permitia fazer muitas tomadas, às vezes para o esgotamento dos atores e da equipe. A então nova montagem Steadicam foi usada para filmar várias cenas, dando ao filme uma aparência inovadora e envolvente. Houve muita especulação sobre os significados e ações do filme por causa de inconsistências, ambiguidades, simbolismo e diferenças em relação ao livro.
O filme foi lançado nos Estados Unidos em 23 de maio de 1980 e no Reino Unido em 2 de outubro de 1980, pela Warner Bros. Havia várias versões para lançamentos teatrais, cada uma com um corte menor que o anterior; cerca de 27 minutos foram cortados no total. As reações ao filme no momento de seu lançamento foram misturadas; Stephen King criticou o filme devido a seus desvios do romance original. A avaliação se tornou mais favorável nas décadas seguintes e agora a obra é amplamente considerada como um dos maiores e mais influentes filmes de terror já feitos. The Shining é amplamente aclamado pelos críticos de hoje e se tornou um ícone da cultura pop. Em 2018, o filme foi selecionado para preservação no National Film Registry pela Biblioteca do Congresso como sendo "significativo culturalmente, historicamente ou esteticamente". Uma sequência, Doctor Sleep, foi lançada em 8 de novembro de 2019.

## Sinopse

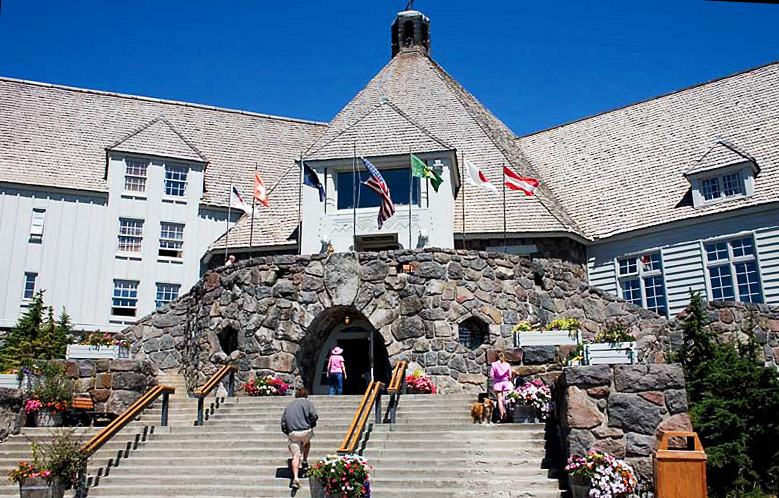
O Timberline Lodge, usado como cenário exterior do Hotel Overlook.

Jack Torrance, um escritor e um alcoólatra em recuperação, aceita um emprego como zelador fora de época de um hotel isolado chamado Hotel Overlook. Seu filho possui habilidades psíquicas e é capaz de ver coisas do passado e do futuro, como os fantasmas que habitam o hotel. Logo depois de se instalarem, a família fica presa no hotel por uma tempestade de neve e Jack torna-se gradualmente influenciado por uma presença sobrenatural; ele desaba na loucura e tenta assassinar sua esposa e filho.

## Elenco
- Jack Nicholson — Jack Torrance
- Shelley Duvall — Winifred "Wendy" Torrance
- Danny Lloyd — Daniel "Danny" Torrance
- Scatman Crothers — Dick Hallorann
- Barry Nelson — Stuart Ullman
- Philip Stone — Delbert Grady
- Joe Turkel — Lloyd, o garçom
- Anne Jackson — Doutor
- Tony Burton — Larry Durkin
- Barry Dennen — Bill Watson
- Lisa Burns — Gêmea Grady #1
- Louise Burns — Gêmea Grady #2

## Prêmios
| Prêmio       | Categoria               | Indicado               | Resultado |
| ------------ | ----------------------- | ---------------------- | --------- |
| Razzie Award | Pior Atriz              | Shelley Duvall         | Indicado  |
| Razzie Award | Pior Diretor            | Stanley Kubrick        | Indicado  |
| Saturn Award | Melhor Diretor          | Stanley Kubrick        | Indicado  |
| Saturn Award | Melhor Ator Coadjuvante | Scatman Crothers       | Venceu    |
| Saturn Award | Melhor Filme de Terror  | Melhor Filme de Terror | Indicado  |
| Saturn Award | Melhor Trilha Sonora    | Béla Bartók            | Indicado  |